# Stockarova vila
Stockarova vila v Praze na Hradčanech je vlastní vila architekta Rudolfa Stockara, která stojí v ulici Na Baště sv. Tomáše.

## Historie
Vila ve stylu geometrické moderny byla podle plánů architekta Rudolfa Stockara postavena v letech 1910–1911 stavitelem Jaroslavem Libánským. Jednopatrový dům má trojtraktovou dispozici a ze tří stran stojí volně. Pravou osu prolamuje domovní portál se vstupními dveřmi, které rámuje mříž z kruhových prvků.
K domu byla později přistavěna garáž (r. 1925), upraven sklep (r. 1928) a zasklena veranda (r. 1941 ). Další vnitřní úpravy pocházejí z let 1943, 1959 a 1963.